# Sistema financeiro
Em termos gerais, o sistema financeiro tem como finalidade primordial transferir os recursos em poder dos poupadores (investidores) para o setor produtivo ou para o setor de consumo. É constituído basicamente pelos mercados (onde vários agentes realizam essa transferência mediante operações de compra, venda ou troca de ativos financeiros), por instituições financeiras e pelos órgãos reguladores do sistema.
Segundo Franklin Allen e Douglas Gale em Comparing Financial Systems, "sistemas financeiros são cruciais para a alocação de recursos em uma economia moderna. Eles canalizam as poupanças das famílias para o setor produtivo e alocam fundos de investimento entre as firmas."
O sistema financeiro engloba o mercado financeiro que pode ser dividido em quatro grandes mercados:
- Mercado de capitais
- Mercado de crédito
- Mercado de câmbio
- Mercado monetário